# 자양로 (서울)
자양로(紫陽路)는 서울특별시 광진구 자양동 잠실대교와 구의동 영화사삼거리를 잇는 도로이다.
잠실대교 북단에서 아차산역사거리까지의 대부분의 구간이 국도 제3호선이며,  아차산역 사거리에서 천호대로와 교차하며, 여기부터는 천호대로가 국도 제3호선이다.

## 노선
- 연한 파란색(■): 국도 제3호선, 서울특별시도 제71호선 구간

| 이름                | 접속 노선                | 소재지          | 소재지          | 비고            |
| 송파대로와 직결     | 송파대로와 직결          | 송파대로와 직결 | 송파대로와 직결 | 송파대로와 직결 |
| ------------------- | ------------------------ | --------------- | --------------- | --------------- |
| 잠실대교            |                          | 서울특별시      | 광진구          |                 |
| 잠실대교 북단       | 국도 제46호선 (강변북로) | 서울특별시      | 광진구          |                 |
| 잠실대교북단 교차로 | 뚝섬로                   | 서울특별시      | 광진구          |                 |
| 자양사거리          | 아차산로                 | 서울특별시      | 광진구          |                 |
| 서울광진경찰서      |                          | 서울특별시      | 광진구          |                 |
| 구의사거리          | 광나루로                 | 서울특별시      | 광진구          |                 |
| 아차산역 사거리     | 국도 제3호선 (천호대로)  | 서울특별시      | 광진구          |                 |
| 영화사삼거리        | 영화사로                 | 서울특별시      | 광진구          | 종점            |

## 주요 건물 및 시설
- 동서울우편집중국 (서울특별시 광진구 자양로 76)
- 건국사대부속중학교 (서울특별시 광진구 자양로 145-1)
- 서울광진경찰서 (서울특별시 광진구 자양로 167)
- 대진흥업운수 (서울특별시 광진구 자양로 227)